# Korea Aerospace Industries
Pour les articles homonymes, voir KAI.
Korea Aerospace Industries Ltd ou KAI (Hangul : 한국항공우주산업, Hanja : 韓國航空宇宙産業, hangeuk heunggong uju saneop, « Industrie Aerospatiale de Corée ») est un conglomérat  industriel de production d'armement militaire de Corée du Sud, regroupant Daewoo Heavy Industries, Hyundai Space and Aircraft Company (HYSA) et Samsung Aerospace. 
Korea Aerospace Industries Ltd se classait en 2023 au 56e rang mondial pour la production d'armement.

## Historique
Il a été fondé en 1999 à la suite de la crise financière de 1997.

## Activités
KAI a des activités dans les domaines de l'aviation, des hélicoptères et des satellites.

### Aviation
- KT-1, 1998
- KF-16 version du F-16, 1998
- T-50 Golden Eagle, 2001
- F-15K Version du F-15E, 2002
- P-3CK, 2005
- Aerostructure (pièces pour les A350 et A380)
- KF-X (projet en coopération avec Dirgantara Indonesia), mise en service prévue en 2026

### Hélicoptères

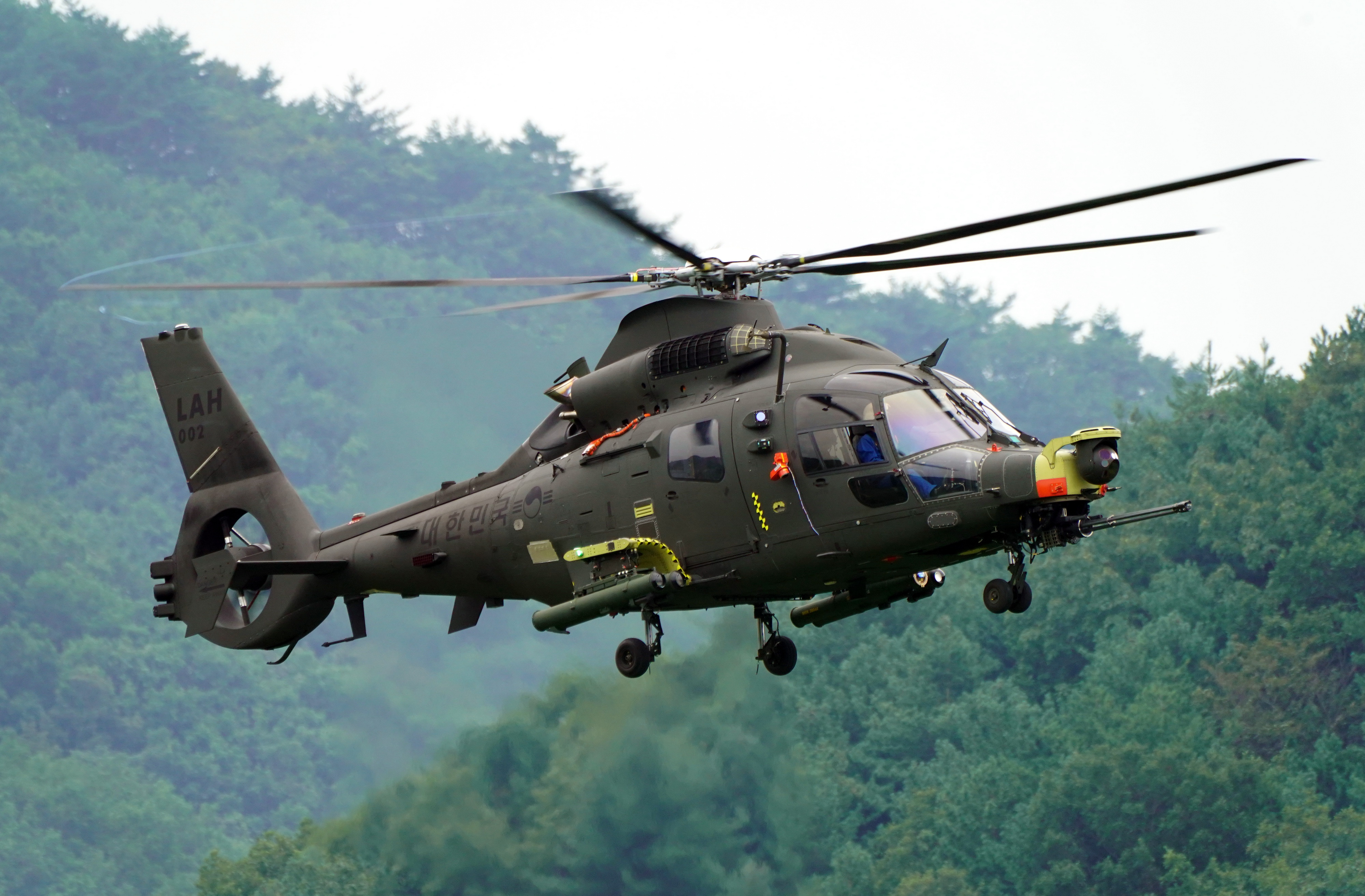
Le prototype du KAI LAH en 2020.

- Via Samsung Aerospace : codéveloppements avec Bell, notamment le Bell 427[3]
- KAI Surion, 2006 en partenariat avec Airbus Helicopters
- KAI LAH (en), dérivé du Eurocopter Dauphin.
- KAI LCH (en)

### Satellites
Programme KOMPSAT